# Dhamar'ali Yuhabirr
Dhamar'ali Yuhabirr (I.) war ein Himyariten-König von Saba und Dhu Raydan, der etwa in der 2. Hälfte des 2. Jahrhunderts n. Chr. regierte.
Dhamar'ali Yuhabirr wird auf den Fragmenten zweier Bronzestatuen genannt, die 1931 in an-Nachla al-Hamra gefunden wurden. Die beiden überlebensgroßen Figuren stellen Dhamar'ali Yuhabirr und seinen Sohn und Nachfolger Tha'ran Ya'ub Yuhan'im (I.) dar. Nach der Aufschrift sind sie von einem gewissen Phokas hergestellt und von einem Lahay'amm zusammengebaut worden. Phokas war wohl ein griechischer Bildhauer, Lahay'amm ein einheimischer Handwerker, der die gelieferten Teile zusammenführte.
Dhamar'ali Yuhabirr ist weiter von einer Inschrift aus Marib bekannt und von einem Text, der heute verloren ist. In diesem wird ein General Sa'dta'lab genannt, der unter König Yasir Yuhan'im diente.
Auf Dhamar'ali Yuhabirr soll der Name der Stadt Dhamar zurückzuführen sein.